# 諾伍德 (密歇根州)
諾伍德（英語：Norwood）是位於美國密歇根州夏利華縣的一個普查規定居民點。

## 人口
根據2020年美國人口普查的數據，諾伍德的面積為5.26平方千米，當中陸地面積為5.26平方千米，而水域面積為0.00平方千米。當地共有人口144人，而人口密度為每平方千米27.38人。